# Хун Сен
Хун Сен (кмер. ហ៊ុន សែន; Пем Кох Сна, 5. август 1952) је премијер Камбоџе. Он је главни вођа Народне партије Камбоџе, која је владала Камбоџом, заједно са странком Националног уједињеног фронта за независну, неутралну, мирољубиву и кооперативну Камбоџу од обнове вишепартијске демократије 1993. године.

## Биографија
Рођен је 5. августа 1952. године.
Хун Сен је своју политичку каријеру започео у Црвеним Кмерима, али је у доба владавине Пол Пота пребегао у суседни Вијетнам. Тамошње власти су га пред Трећи индокинески рат регрутирале као подобан кадар за стварање будуће провијетнамске власти. Након вијетнамске инвазије на Камбоџу и пада Црвених Кмера, Хун Сена је провијетнамска Народна револуционарна партија Кампућије именовала за министра иностраних послова. Након смрти премијера Чан Сија, Хун Сен је почетком 1985. године именован за премијера, те је с временом маргинализовао провијетнамског партијског вођу Хенга Самрина. Пред крај Хладног рата се показао као вешт државник и дипломата, који је под окриљем УН учествовао на париским мировним преговорима којима је окончан дугогодишњи рат и успостављена вишестраначка демократија.
На првим демократским изборима 1993. године Хун Сенова партија, трансформисана у Камбоџанску народну странку, је освојила највише гласова и склопила коалициони споразум с ројалистима из Националног фронта. Међутим, коалицију су уздрмале несугласице између вође Националног фронта, принца Нородома Ранарида и Хун Сена, који је 1997. године покренуо крвави пуч, свргнуо Ранарида и постао једини државни премијер. Неколико ројалистичких присталица су чланови КНП-а мучили до смрти, иако је Хун Сен порицао било какву уплетеност. Такође је порекао да је у питању био пуч, и тврдио да је Национални фронт шуровао с побуњеним Црвеним Кмерима.
Избори у јулу 2003. године су у Националној скупштини створили бројнију већину за КНП, с обзиром да је Национални фронт изгубио места у корист КНП и странке Сама Раинсуа. Међутим, КНП није успео да добије двотрећинску већину коју устав прописује за самостални састав владе. Пат-позиција је решена креативним тумачењем устава па је средином 2004. године оформљена нова коалиција између КНП и Националног фронта.